# Mortes em maio de 2010
Mortes em 2010: ← Janeiro – Fevereiro – Março – Abril – Maio – Junho – Julho – Agosto – Setembro – Outubro – Novembro – Dezembro →
A lista a seguir relaciona pessoas notáveis que morreram em maio de 2010:

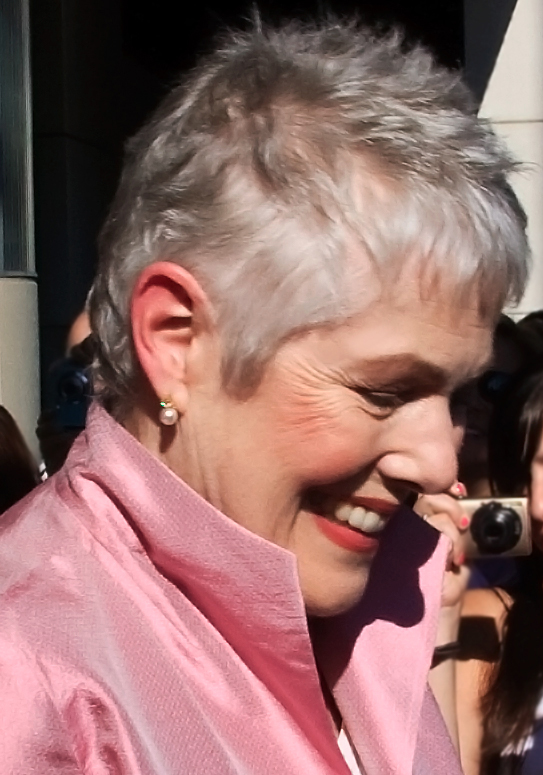
Lynn Redgrave, atriz inglesa.

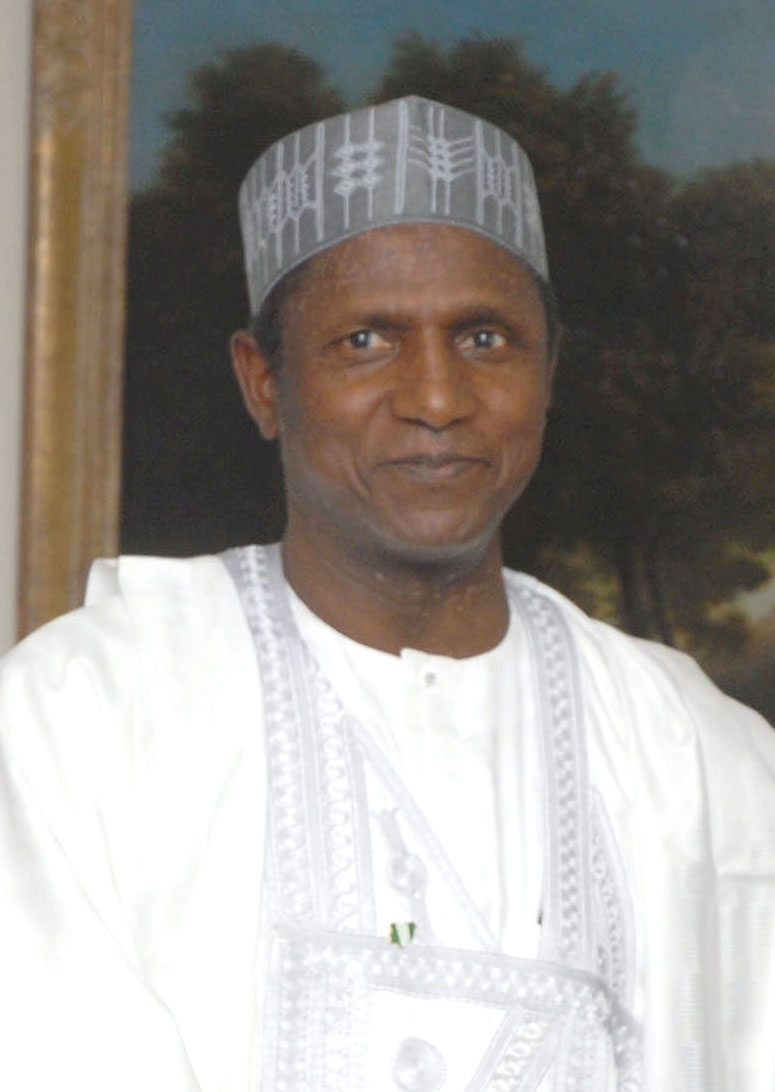
Umaru Yar'Adua, presidente da Nigéria.

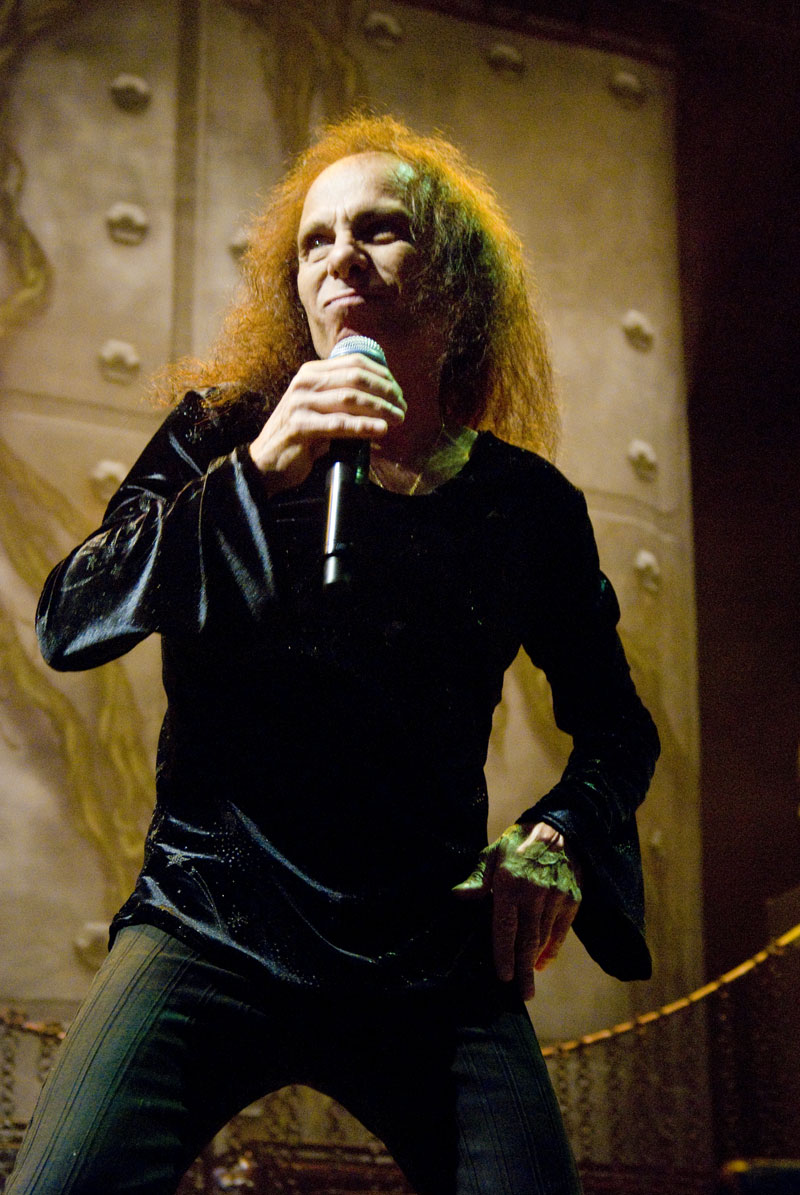
Ronnie James Dio, vocalista americano

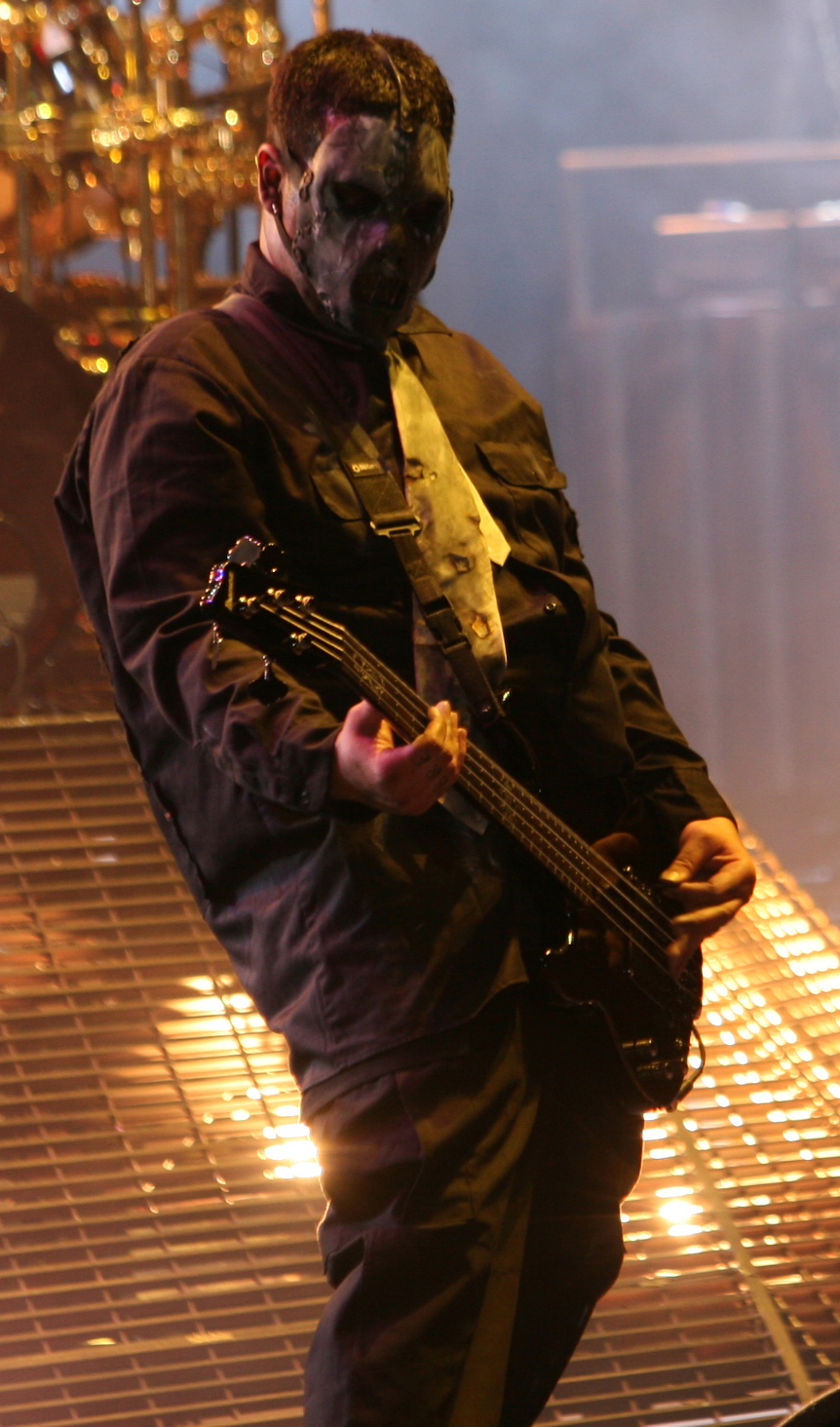
Paul Gray, baixista americano

| Dia | Nome                      | Profissão ou motivo de reconhecimento | Nacionalidade  | Ano de nasc. | Ref    |
| --- | ------------------------- | ------------------------------------- | -------------- | ------------ | ------ |
| 1   | Helen Wagner              | Atriz                                 | Estados Unidos | 1918         | [ 1 ]  |
| 1   | Timothy Mofolorunso Aluko | Escritor                              | Nigéria        | 1918         | [ 2 ]  |
| 1   | Zygmunt Kamiński          | Bispo                                 | Polónia        | 1933         | [ 3 ]  |
| 2   | Lynn Redgrave             | Atriz                                 | Inglaterra     | 1943         | [ 4 ]  |
| 2   | Kama Chinen               | Supercentenária                       | Japão          | 1895         | [ 5 ]  |
| 2   | Santiago Carlos Oves      | Cineasta                              | Argentina      | 1941         | [ 6 ]  |
| 3   | Jimmy Gardner             | Ator                                  | Inglaterra     | 1924         | [ 7 ]  |
| 3   | Luigi Amaducci            | Bispo                                 | Itália         | 1924         | [ 8 ]  |
| 3   | Mohammed Abed al-Jabri    | Filósofo                              | Marrocos       | 1935         | [ 9 ]  |
| 3   | Peter O'Donnell           | Escritor                              | Inglaterra     | 1920         | [ 10 ] |
| 3   | Santiago Carlos Oves      | Enxadrista                            | Filipinas      | 1927         | [ 11 ] |
| 4   | Ángel Cristo              | Domador de animais                    | Espanha        | 1943         | [ 12 ] |
| 4   | Freddy Kottulinsky        | Automobilista                         | Suécia         | 1932         | [ 13 ] |
| 4   | Luigi Poggi               | Bispo                                 | Itália         | 1917         | [ 14 ] |
| 4   | Maria Amélia Buarque      | Mãe de Chico Buarque                  | Brasil         | 1910         | [ 15 ] |
| 5   | Armando Lucero            | Criminoso                             | Argentina      | 1942         | [ 16 ] |
| 5   | Giulietta Simionato       | Cantora                               | Itália         | 1910         | [ 17 ] |
| 5   | Lucho Barrios             | Cantor                                | Peru           | 1934         | [ 18 ] |
| 5   | Marcello Costalunga       | Bispo                                 | Itália         | 1925         | [ 19 ] |
| 5   | Umaru Yar'Adua            | Presidente de seu país                | Nigéria        | 1951         | [ 20 ] |
| 6   | Guillermo Meza            | Futebolista                           | México         | 1988         | [ 21 ] |
| 7   | Walter Hickel             | Político                              | Estados Unidos | 1919         | [ 22 ] |
| 8   | Joaquín Capilla           | Saltador                              | México         | 1928         | [ 23 ] |
| 9   | Erica Blasberg            | Golfista                              | Estados Unidos | 1984         | [ 24 ] |
| 9   | Lena Horne                | Atriz e cantora                       | Estados Unidos | 1917         | [ 25 ] |
| 10  | Frank Frazetta            | Ilustrador                            | Estados Unidos | 1928         | [ 26 ] |
| 11  | Emmanuel Ngobese          | Futebolista                           | África do Sul  | 1980         | [ 27 ] |
| 12  | Charlie Francis           | Treinador de atletismo                | Estados Unidos | 1948         | [ 28 ] |
| 12  | Hon. Luani                | Político                              | Tonga          | 1959         | [ 29 ] |
| 13  | Rafael Sanus Abad         | Religioso                             | Espanha        | 1931         | [ 30 ] |
| 15  | Besian Idrizaj            | Futebolista                           | Áustria        | 1987         | [ 31 ] |
| 15  | Loris Kessel              | Automobilista                         | Suíça          | 1950         | [ 32 ] |
| 16  | López Arellano            | Ex-presidente de seu país             | Honduras       | 1921         | [ 33 ] |
| 16  | Ronnie James Dio          | Cantor                                | Estados Unidos | 1942         | [ 34 ] |
| 18  | Edoardo Sanguineti        | Poeta                                 | Itália         | 1930         | [ 35 ] |
| 19  | Horácio Roque             | Economista                            | Portugal       | 1943         | [ 36 ] |
| 20  | Francisco Gros            | Economista                            | Brasil         | 1943         | [ 37 ] |
| 20  | Robert McNeil             | Químico e farmacêutico                | Estados Unidos | 1915         | [ 38 ] |
| 21  | Robert Gordon Rogers      | Político e militar                    | Canadá         | 1919         | [ 39 ] |
| 22  | Hasri Ainun Habibie       | Primeira-dama                         | Indonésia      | 1937         | [ 40 ] |
| 22  | Martin Gardner            | Matemático                            | Estados Unidos | 1914         | [ 41 ] |
| 23  | Beto                      | Cantor e compositor                   | Portugal       | 1967         | [ 42 ] |
| 23  | Simon Monjack             | Escritor e cineasta                   | Inglaterra     | 1970         | [ 43 ] |
| 24  | Alexander Belostenny      | Jogador de basquete                   | Ucrânia        | 1959         | [ 44 ] |
| 24  | Paul Gray                 | Músico                                | Estados Unidos | 1972         | [ 45 ] |
| 26  | Jesse Hockett             | Automobilista                         | Estados Unidos | 1983         | [ 46 ] |
| 27  | John William Finn         | Militar                               | Estados Unidos | 1909         | [ 47 ] |
| 27  | Roman Kozak               | Diretor de cinema                     | Rússia         | 1957         | [ 48 ] |
| 28  | Gary Coleman              | Ator                                  | Estados Unidos | 1968         | [ 49 ] |
| 29  | Dennis Hopper             | Ator e diretor                        | Estados Unidos | 1934         | [ 50 ] |
| 29  | Juan Carlos Berardi       | Coreógrafo                            | Brasil         | 1934         | [ 51 ] |
| 31  | Ali-Ollie Woodson         | Cantor e músico                       | Estados Unidos | 1952         | [ 52 ] |
| 31  | Chris Haney               | Criador do Trivial Pursuit            | Canadá         | 1950         | [ 53 ] |
| 31  | Louise Bourgeois          | Escultora                             | França         | 1911         | [ 54 ] |
| 31  | Rúben Juárez              | Músico                                | Argentina      | 1947         | [ 55 ] |
| 31  | Wilson Bueno              | Escritor                              | Brasil         | 1949         | [ 56 ] |